# Bryaninops
Bryaninops là một chi cá trong họ Gobiidae.

## Các loài
Các nhà khoa học ghi nhận 16 loài trong chi này:
- Bryaninops amplus Larson, 1985
- Bryaninops annella T. Suzuki & J. E. Randall, 2014[3]
- Bryaninops dianneae Larson, 1985
- Bryaninops discus T. Suzuki, Bogorodsky & J. E. Randall, 2012
- Bryaninops earlei T. Suzuki & J. E. Randall, 2014[3]
- Bryaninops erythrops (D. S. Jordan & Seale, 1906)
- Bryaninops isis Larson, 1985
- Bryaninops loki Larson, 1985
- Bryaninops natans Larson, 1985
- Bryaninops nexus Larson, 1987
- Bryaninops ridens J. L. B. Smith, 1959
- Bryaninops spongicolus T. Suzuki, Bogorodsky & J. E. Randall, 2012
- Bryaninops tectus T. Suzuki & J. E. Randall, 2014[3]
- Bryaninops tigris Larson, 1985 (Black coral goby)
- Bryaninops translucens T. Suzuki & J. E. Randall, 2014[3]
- Bryaninops yongei (W. P. Davis & Cohen, 1969)